# Zdeněk Vocásek
Zdeněk Navrátil, dříve Vocásek(* 1961) je český vrah odsouzený komunistickým režimem v roce 1988 k trestu smrti za vraždu dvou osob a pokus o vraždu jedné další. Po sametové revoluci mu byl v roce 1990 trest změněn na doživotí.

## Pokus o vraždu
Dne 19. dubna 1984 se v Kateřinské ulici v Praze v Novém Městě pokusil u svého bytu zabít staršího muže, kterého Vocásek napadl a čtyřikrát udeřil do hlavy. Napadený muž si však z útoku nic nepamatoval, domníval se, že s největší pravděpodobností spadl z lešení a situaci dále neřešil. Sám zemřel na rakovinu o pouhého půl roku později v říjnu 1984.

## Vraždy
Dne 1. ledna 1987 Vocásek zavraždil v Belgické ulici v Praze 2 duševně nemocného nevidomého veksláka, se kterým se pohádal, rozbil mu hlavu sklenicí od piva a pobodal jej šroubovákem (dle Vocáskovy výpovědi jej však vekslák napadl první).
Dne 5. dubna 1987 Vocásek zavraždil osmdesátiletého důchodce, se kterým se seznámil v hospodě, a se kterým toho dne odešel do jeho bytu na ubytovně za účelem pokračovat v požívání alkoholu. Vocáskovi měl důchodce sdělit, že se v bytě bude nacházet několik žen, nicméně důchodce Vocáskovi lhal. Vocásek se tak v důsledku své frustrace rozhodl z bytu odejít, ale muž se mu v tom pokusil zabránit. V ten moment na něj Vocásek zaútočil nožem a usmrtil jej. Vocásek byl krátce poté v Praze dopaden příslušníky SNB, kteří se tou dobou hojně pohybovali v ulicích kvůli očekávané návštěvě Michaila Gorbačova. Příslušníky SNB totiž tehdy upoutala jeho dvě zavazadla, které s sebou nesl, a posléze i zakrvácené oblečení, kterého si ale všimli až druhotně. V kufru poté byla nalezena vražedná zbraň, kterou Vocásek k vraždě seniora použil.

## Soud
Soudní znalci u soudu konstatovali, že Vocásek netrpí duševní poruchou, ale polymorfní psychopatií s hysterickými rysy. Mělo mu být naměřeno IQ hodnoty 77 (Vocásek nebyl schopen dokončit odborné učiliště, kde se učil podlahářem). Bylo také zjištěno, že Vocásek byl v dětství žákem zvláštní školy a v minulosti byl čtyřikrát soudně trestaný. V létě 1988 (podle některých zdrojů v srpnu, podle jiných v září) byl Vocásek Městským soudem v Praze odsouzen za dva trestné činy vraždy a za pokus o vraždu k trestu smrti. Vocásek se proti verdiktu odvolal, ale v srpnu 1989 zamítl odvolání Nejvyšší soud ČSSR. Termín popravy byl soudem stanoven na 27. prosince 1989. Ještě během sametové revoluce mu 6. prosince 1989 (čtyři dny před koncem ve funkci) pak odmítl udělit milost československý prezident Gustáv Husák.
Po sametové revoluci v listopadu 1989 však došlo k pozastavení poprav vězňů, přičemž dvou vězňům (vedla Vocáska také Jaroslavu Malému) byl jejich trest změněn v srpnu 1990 soudem změněn na doživotí, když předtím v květnu 1990 došlo ke zrušení trestu smrti jako takového. Vzhledem k tomu, že Malý zemřel již v roce 1991, je tak Vocásek od tohoto roku vězněm, který si v českém vězení odpykává svůj trest vůbec nejdéle. Médii je často mylně označován jako jediný vězeň, kterému byl trest smrti po sametové revoluci změněn na doživotí.

## Žádosti o propuštění
V průběhu pobytu ve vězení se Vocásek stal věřícím. V roce 2007 poprvé žádal o podmíněné propuštění s tím, že by po případném propuštění rád pracoval v pečovatelském domě v Bílé Vodě v Jeseníkách, kde by se chtěl starat o seniory. Opětovně o propuštění žádal v roce 2016, rovněž neúspěšně. K roku 2023 si trest Vocásek odpykával ve věznici v Bělušicích v Ústeckém kraji